# 꿈나무
《꿈나무》는 한국에서 제작된 최훈 감독의 1978년 가족, 코미디, 드라마 영화이다. 송승환 등이 주연으로 출연하였고 최춘지 등이 제작에 참여하였다.

## 출연

### 주연
- 송승환
- 이옥미
- 장동휘
- 김남일

## 기타
- 조명: 최의정
- 미술: 조경환